# تهرانسر
تهرانسر یک محله در غرب تهران، ایران است که از شمال به بزرگراه لشکری و شهرک آزادی و از جنوب به بزرگراه فتح و از شرق به فرودگاه مهرآباد و شهرک آسمان و از غرب به بزرگراه مهدوی کنی، شهرک استقلال و شهرک دریا می‌رسد. تهرانسر پیش‌تر بخشی از منطقه ۹ شهرداری تهران بود و از سال ۱۳۸۳ خورشیدی در منطقه ۲۱ شهرداری تهران جای گرفت.

## پیشینه
در گذشته به ویژه در دوران سلسله قاجار تهرانسر کنونی و زمین‌های پیرامون آن، بخشی از شکارگاه‌های پادشاهی شمرده می‌شده‌است. همچنین وجود چشمه‌ای در نزدیکی کمربندی آزادگان (بزرگراه آیت الله مهدوی کنی کنونی) در نزدیکی شهرک فاطمة الزهرا کنونی باعث مهم‌تر شدن این منطقه بوده‌است.
در اوایل قرن سیزدهم و در زمان سلطنت احمد شاه قاجار شخصی بنام خلیل معنوی خواستار خرید چشمه می‌شود و با پرس و جو متوجه می‌شود که این چشمه به شخصی به نام فرمانفرما از نوادگان ناصرالدین شاه تعلق دارد، خلیل معنوی با پرداخت مبلغ حدود ۱۳ هزار تومان آن چشمه را از او خریده و با ساخت خانه‌هایی در اطراف آن و ساکن کردن چندین خانواده از اهالی همدان و تویسرکان در آنجا، آن ناحیه را تبدیل به روستایی به نام سلیمان خانه می‌کند. او با پرداخت حقوق به ساکنان روستا از آن‌ها می‌خواهد که بر روی زمین‌های اطراف کشاورزی کنند و با این کار خود را مالک تمام نواحی اطراف آن چشمه می‌کند.
لازم است ذکر شود در داخل سندهای قدیمی (منقوله دار) املاک تهرانسر جملهٔ: " از اراضی سلیمان خانه " نوشته شده‌است.
بعد از مدتی در حدود سال ۱۳۳۱ هجری خورشیدی شرکت تعاونی کارمندان شرکت نفت برای ساخت منازل مسکونی برای کارکنان این شرکت، این ناحیه را انتخاب کرده و بعد از مذاکره با معنوی حدود یک میلیون مترمربع از زمین‌ها را خریداری و شروع به ساخت و ساز می‌نماید و نام این محدوده را تهرانسر می‌گذارد. و در آن تعدادی خانه‌های ویلایی (باغ ویلا) با متراژ حدود ۵۰۰–۶۰۰ متری و تعداد ۲۵ باب مغازه احداث می‌کند.
خیابان اصلی تهرانسر (بلوار تهرانسر فعلی) در دههٔ ۴۰ و ۵۰ خورشیدی در قسمت شمالی از سمت جاده مخصوص کرج (بزرگراه شهید لشگری فعلی) دارای نگهبانی و گیت ورودی بوده‌است.
در سال ۱۳۴۶ خورشیدی یک مدرسه در تهرانسر در خیابان اصلی (بلوار تهرانسر فعلی) ما بین خیابان بیستم (غریبان فعلی) و خیابان بیست و دوم (اسدی فعلی) احداث و تأسیس می‌شود که هم‌اکنون نام آن: مدرسه دخترانه هاجر است.
گاز رسانی به تهرانسر در سال 1349 خورشیدی : در حدود سال ۱۳۴۹ خورشیدی بعد از محلهٔ ۱۳ آبان و نازی‌آباد، محدودهٔ اصلی تهرانسر {{به دلیل وجود خانه های ویلایی مدیران ارشد وزارت نفت در آن محدوده}} لوله‌کشی گاز شد و گاز دار شد.
و همچنین در سال ۱۳۵۲ خورشیدی در خیابان باشگاه نفت (شهید محمود خسرو پرویز فعلی) یک ورزشگاه با نام " استادیوم ورزشی دکتر اقبال" احداث و در روز جمعه ۲۵ آبان ماه ۱۳۵۲ خورشیدی توسط مدیر عامل شرکت ملی نفت ایران یعنی خود دکتر منوچهر اقبال افتتاح می‌شود و هم‌اکنون نام آن " باشگاه ورزشی کارکنان صنعت نفت (تهرانسر) است.
ضمناً در بلوار تهرانسر نبش خیابان هفدهم یک خانهٔ ویلایی بزرگ خالی از سکنه وجود دارد که قدیمی‌های تهرانسر می‌گویند این خانه متعلق به دکتر منوچهر اقبال بوده‌است و خدا رو شکر فعلاً (سال 1403 خورشیدی) موجود است و تخریب نشده‌است.

## محله‌های تهرانسر

### محلهٔ تهرانسر اصلی
که همان محله ای است که در دههٔ ۳۰ خورشیدی توسط تعاونی کارکنان شرکت ملی نفت بنیان‌گذاری شد، البته بعدها تعدادی از هموطنان عرب زبان نیز در این محله سکونت پیدا کردند ."این محله از شمال به جاده مخصوص کرج (بزرگراه شهید لشگری فعلی)، از جنوب به خیابان سی ام (عاشوری فعلی) و خیابان بیست و نهم (ترابی فعلی)، از غرب به خیابان باشگاه نفت (شهید محمود خسرو پرویز فعلی) و از شرق به خیابان نفت شمالی محدود می‌شود.

### محلهٔشهرک مسکونی هواپیمایی کشوری
در سال ۱۳۵۳ خورشیدی توسط وزارت جنگ به عنوان خانه‌های سازمانی به صورت بلوک‌های مسکونی ۴ طبقه در هر طبقه ۳ یا ۴ واحد (مجموعا حدود ۳۸۵ واحد مسکونی ۸۸ الی ۱۱۴ متری) بدون پارکینگ (دارای پارکینگ در محوطه) احداث شدند، این پروژه شامل ۲۴ مجتمع مسکونی (بلوک) و یک مجتمع تجاری بود. این شهرک از ۴ طرف محصور و محدود بود که سمت غربی و شرقی آن دیوار بتنی و سمت شمالی و جنوبی آن دیوار نصفه و نرده فلزی داشت و همچنین دو درب ورودی و نگهبانی در سمت شمال و جنوب قرار گرفته بود. ولی هرگز این آپارتمان‌ها تحویل کارکنان وزارت جنگ نشد و بعد از انقلاب توسط ستاد اجرایی فرمان امام توقیف و ضبط گردید و مدتی خالی از سکنه بودند و در اواسط دهه ۶۰ خورشیدی به تعاونی مسکن کارکنان سازمان هواپیمایی کشوری واگذار شد و در اواخر دههٔ ۶۰ خورشیدی کارکنان در آن ساکن شدند. "این محله از شمال به خیابان ۳۵ متری (بلوار یاس فعلی)، از جنوب به جاده قدیم کرج (بزرگراه حاج احمد متوسلیان فعلی)، از غرب به دیوار زمین سازمان هواشناسی کشور و از شرق به خیابان فجر محدود می‌شود." در حال حاضر مساحت کمی از این محله مربوط به شهرک هواپیمایی کشوری است که نام آن شهرک هواپیمایی یاس شده‌است و در دههٔ ۹۰ خورشیدی آپارتمان‌های مسکن مهر ویژه تهران در این محدوده و در زمین‌های خالی مربوط به شهرک هواپیمایی کشوری احداث شدند.

### محلهٔ تهرانسر شرقی
از سال ۱۳۶۰ خورشیدی و به بعد در زمین بایر و خالی پایین تهرانسر (قسمت جنوبی و جنوب شرقی بلوار اصلی) زمین‌ها توسط سازمان زمین شهری جهت ساخت منازل مسکونی به تعاونی مسکن شرکت‌های مختلف از جمله کارخانه‌های جنرال، سایپا، زامیاد، ایران کاوه، الیاف، پارس خودرو، زیمنس و ارج و… اعطا گردید و در آنها خانه‌های ویلایی با متراژ حدودی بین ۱۴۰ تا ۱۸۰ متری ساخته شد و به پرسنل واگذار شد. {{{برای مثال توسط تعاونی مسکن کارکنان شرکت زامیاد حدود 100 واحد خانه ویلایی 160 متری در 3 کوچه بنا نمود که نام کوچه ها در آن زمان تا اواخر دهه ی 70 خورشیدی : کوچه اول زامیاد و کوچه دوم زامیاد و کوچه سوم زامیاد بود و در حال حاضر نام آنها به کوچه شهید مقدسی (42) و کوچه چهل و چهارم و کوچه چهل و ششم تغییر یافته اند}}}. این محله شامل خیابان‌هایی از قبیل خیابان نفت جنوبی، خیابان گلناز (پارک سه گوش) و خیابان فجر (پایین دره) می‌شود. "این محله از شمال به خیابان سی ام (عاشوری فعلی) و خیابان بیست و نهم (ترابی فعلی)، از جنوب به خیابان ۳۵ متری (بلوار یاس فعلی) و کوچه هشتاد و پنجم، از غرب به بلوار مالک اشتر و دیوار شهرک هواپیمایی کشوری و از شرق به خیابان ارج (بلوار گلها فعلی) محدود می‌شود." این محله در اوایل دههٔ ۷۰ خورشیدی گازرسانی گردید.

### محلهٔ بنیاد
نیز در دههٔ ۶۰ خورشیدی توسط بنیاد مستضعفان بنا شد و خانه‌های آن در ابتدا به افراد تحت پوشش بنیاد واگذار شد و هنوز خیلی از آنها سند ندارند. این محله اکنون با نام تهرانسر غربی شناخته می‌شود و در محدوده جنوب غربی تهرانسر واقع شده و "این محله از شمال به بلوار نیلوفر غربی (شاهد غربی فعلی)، از جنوب به خیابان ۳۵ متری (بلوار یاس فعلی)، از غرب به کمربندی آزادگان (بزرگراه آیت الله مهدوی کنی فعلی) و از شرق به بلوار مالک اشتر محدود می‌شود."

### محلهٔ شهرک دریا
در سال ۱۳۶۳ خورشیدی برای کارکنان نیروی دریایی ارتش شکل گرفت. "این محله در انتهای غربی بلوار یاس بنا شده و از شمال به خیابان ۳۵ متری (بلوار یاس فعلی)، از جنوب به جاده قدیم کرج (بزرگراه شهید احمد متوسلیان فعلی)، از غرب به کمربندی آزادگان (بزرگراه آیت الله مهدوی کنی فعلی) و از شرق به بلوار مروارید و دیوار زمین سازمان هواشناسی کشور محدود می‌شود."

### محلهٔ شهرک پاسداران
در اوایل دههٔ ۷۰ خورشیدی برای کارکنان نیروی انتظامی شکل گرفت. "این محله از شمال به بلوار لاله، از جنوب به بلوار نیلوفر شرقی (شاهد شرقی فعلی)، از غرب به خیابان نفت شمالی و از شرق به خیابان ارج (بلوار گلها فعلی) محدود می‌شود."

### محلهٔشهرک آسمان
برای کارکنان نیروی هوایی ارتش شکل گرفته‌است. "این محله از شمال به محدودهٔ فرودگاه مهرآباد، از جنوب به جاده قدیم کرج (بزرگراه حاج احمد متوسلیان فعلی)، از غرب به خیابان ارج (بلوار گلها فعلی) و مجتمع‌های مسکونی گلها و از شرق به محدودهٔ فرودگاه مهرآباد محدود می‌شود." نام جدید این شهرک به نام "شهرک آسمان" تغییر یافته‌است.

### محلهٔ مجتمع‌های مسکونی گلها
برای کارکنان سازمان غله و ادرات گمرک و … شکل گرفته‌است. این مجتمع شامل ۱۶ برج مسکونی می‌باشد."این محله از شمال به محدوده فرودگاه مهرآباد، از جنوب به شهرک آسمان و محدودهٔ فرودگاه مهرآباد، از غرب به خیابان ارج (بلوار گلها فعلی) و از شرق به شهرک آسمان محدود می‌شود."

### محلهٔ شهرک المهدی
برای کارکنان سازمان‌های دولتی شکل گرفته‌است. در قالب آپارتمان‌های سه طبقه ساخته شده‌اند. این پروژه شامل ۴ برج مسکونی می‌باشد. "این محله از شمال به محدودهٔ فرودگاه مهرآباد، از جنوب به محدودهٔ فرودگاه مهرآباد، از غرب به خیابان ارج (بلوار گلها فعلی) و از شرق به محدودهٔ فرودگاه مهرآباد محدود می‌شود."

### محلهٔ شهرک کاظمیه
در دههٔ ۷۰ خورشیدی برای ساکنین سابق محله ی استخر (خیابان هلال احمر) شکل گرفت. "این محله از شمال به شهرک گلها، از جنوب به محدودهٔ فرودگاه مهرآباد، از غرب به خیابان ارج (بلوار گلها فعلی) و از شرق به محدودهٔ فرودگاه مهرآباد محدود می‌شود."

### محلهٔ شهرک بازرگانی
برای کارکنان شرکت بازرگانی دولتی ایران شکل گرفته‌است. "این محله از شمال به سازمان نهضت سواد آموزی و جاده مخصوص کرج (بزرگراه شهید لشگری فعلی)، از جنوب به خیابان نهم، از غرب به بلوار ششم و از شرق به خیابان ارج (بلوار گلها فعلی) محدود می‌شود."

### محلهٔ شهرک گلها
این محله از شمال به جاده مخصوص کرج (بزرگراه شهید لشگری فعلی)، از جنوب به شهرک کاظمیه، از غرب به خیابان ارج (بلوار گلها «بلوار شهدای کمیته انقلاب اسلامی فعلی») و از شرق به محدودهٔ فرودگاه مهرآباد محدود می‌شود."

### محلهٔ شهرک شهید هاشمی نژاد
در دههٔ ۹۰ خورشیدی برای کارکنان سپاه پاسداران احداث گردید. این پروژه شامل ۱۸+۴ برج مسکونی می‌باشد. "این محله از شمال به بوستان قباد و جاده مخصوص کرج (بزرگراه شهید لشگری فعلی)، از جنوب به کوچه دوم (جعفری فعلی)، از غرب به خیابان قباد شمالی و از شرق به بلوار ششم و شهرک بازرگانی محدود می‌شود."

### محلهٔمسکن ویژه
در بین سال ۱۳۹۲ تا ۱۳۹۶ خورشیدی توسط دولت در قالب طرح ملی مسکن مهر ویژه تهران احداث گردید. این پروژه شامل ۲۳۱ بلوک (مجتمع) ۶ طبقه ۱۰ واحدی و در مجموع تعداد ۲۳۱۰ واحد ۱۰۵ متری مسکونی دو خوابه با پارکینگ و همچنین ۲۵ الی ۳۰ باب مغازه می‌باشد. "این محله در هر دو طرف ادامهٔ بلوار تهرانسر و از شمال به خیابان ۳۵ متری (بلوار یاس فعلی)، از جنوب به شهرک هواپیمایی یاس و جاده قدیم کرج (بزرگراه حاج احمد متوسلیان فعلی)، از غرب به دیوار زمین سازمان هواشناسی کشور و از شرق به خیابان فجر محدود می‌شود."

### محلهٔ ساختمانهای مسکونی شهرداری
در دههٔ ۹۰ خورشیدی توسط شهرداری منطقه ۲۱ تهران احداث گردید. "این محله از شمال به جاده مخصوص کرج (بزرگراه شهید لشگری فعلی)، از جنوب به شهرداری منطقه ۲۱ و خیابان یکم (راسخ مهر فعلی)، از غرب به کمربندی آزادگان (بزرگراه آیت الله مهدوی کنی فعلی) و از شرق به بلوار تهرانسر و فلکهٔ تهرانسر (میدان کمال الملک فعلی) محدود می‌شود." قبلاً در این محدوده کارگاه یک شرکت تولید بتن مسقر بود.

## وضعیت کنونی
جمعیت تهرانسر بیش از ۱۰۰ هزار نفر می‌باشد که به علت امکانات رفاهی و درمانی، دسترسی و … تهرانسر به یکی از محله‌های مهاجرپذیر مبدل گشته‌است و جمعیت آن رو به افزایش است.
تهرانسر به عنوان یکی از محله‌های تهران برای اجرای طرح مسکن ویژه تهران انتخاب شده‌است و عملیات احداث ۲۳۱۰ واحد مسکن ویژه در بلوار یاس ضلع جنوبی این منطقه ازسال ۱۳۹۱ آغازشده‌است. و در حال حاضر تقریباً اکثر واحدهای مسکونی شهرک (از سال ۱۳۹۵ خورشیدی به بعد) در اختیار مالکین قرار گرفته و فاز دوم پروژه که مجموعه تفریحی و شهربازی و همچنین واحدهای تجاری و طرح انتقال بازار لاله زار را شامل می‌شود با سرعت خوبی در دست ساخت می‌باشد.
تهرانسر، خانه برخی از کارکنان مهم و کارمندان و کارگران شرکت‌های تهران به مانند: شرکت نفت، ایران خودرو، سایپا، پارس خودرو، زامیاد، ارج، کرمان خودرو، شهاب خودرو، ایران کاوه، ایران تایر، گروه صنعتی مینو، داروگر، پارس الکتریک، جنرال، الیاف و داروپخش است.

## انتقال مترو به تهرانسر
در تاریخ ۱۹ تیر ۱۳۹۷ خورشیدی پی بازدید شهردار تهران و رئیس شورای شهر از منطقه ۲۱ طی گفتگو محسن هاشمی رئیس شورای شهر وقت تهران از رسیدن خط ۴ متروی تهران از ایستگاه متروی شهرک اکباتان به تهرانسر خبر داد.
اما بعد از رونمایی از چهار خط جدید مترو مشخص شد که دو ایستگاه برای محلهٔ تهرانسر در خط ۱۱ مترو تهران در نظر گرفته شده. که از بلوار چوگان در منطقه ۲۲ شروع و با عبور از منطقه ۲۱ و دو ایستگاه در تهرانسر وارد منطقه ۱۸ خواهد شد.

## مساجد و ابنیه فرهنگی
- مسجد جامع رسول اکرم (ص) - بلوار شاهد غربی، نبش خیابان رجایی
- مسجد صاحب الزمان - بلوار اصلی تهرانسر، خیابان دمیرچیلو (خیابان دوم)
- مسجد النبی - شهرک پاسداران، خیابان طالبی
- مسجد محسنی - بلوار یاس، خیابان فجر
- مسجد امام مهدی (عج) - بلوار یاس، خیابان نفت جنوبی
- مسجد الغدیر - شهرک دریا، بلوار اروند رود
- مسجد امام خمینی - شهرک هواپیمایی یاس
- گلزار شهدای گمنام - واقع در بوستان گلریز (بوستان شهدای گمنام فعلی) در بلوار نیلوفر شرقی (بلوار شاهد شرقی فعلی)
- اندیشه سرای ققنوس : تهرانسر، بلوار تهرانسر، بین خیابان سوم و خیابان بختیاری نژاد
- سرای محله پاسداران : تهرانسر، بلوار یاس، خیابان بنفشه شمالی، بین کوچه شهید سهیلی و کوچه 47 مرکزی
- سرای محله ی یاس : تهرانسر، بلوار یاس، خیابان رجایی جنوبی

## مراکز تفریحی
- بوستان نرگس - بلوار اصلی تهرانسر، میدان کمال الملک
- بوستان گلناز (پارک سه گوش) - بلوار اصلی تهرانسر، پایین‌تر از چهارراه صدف
- بوستان گلریز (بوستان شهدای گمنام فعلی) - بلوار نیلوفر شرقی (بلوار شاهد شرقی فعلی)
- بوستان قباد - جاده مخصوص کرج (بزرگراه شهید لشگری فعلی)، بعد از خیابان قباد
- بوستان رئیسعلی دلواری - جاده مخصوص کرج (بزرگراه شهید لشگری فعلی)، نرسیده به خیابان قباد
- بوستان ریما - شهرک بازرگانی
- بوستان لاله - تهرانسر غربی، خیابان شهید رجایی
- بوستان بهار- تهرانسر غربی، بلوار یاس غربی
- بوستان سپید - بلوار اصلی تهرانسر، خیابان چهلم
- بوستان ارغوانی - تهرانسر شرقی، خیابان بنفشه شمالی
- بوستان نیلوفر - بلوار نیلوفر غربی (بلوار شاهد غربی فعلی)، نبش کمربندی آزادگان (بزرگراه آیت الله مهدوی کنی فعلی)
- بوستان سروناز - شهرک دریا، نبش کمربندی آزادگان (بزرگراه آیت الله مهدوی کنی فعلی)
- بوستان گلها - بلوار گلها
- بوستان گلهای بهاری - بلوار گلها
- بوستان فجر (خیابان فجر)
- بوستان بیدگل آتنا - بلوار یاس، خیابان فجر
- بوستان کوثر (شهید اصغرنیا) - بلوار یاس ، انتهای خیابان فجر
- بوستان گل محمدی - بلوار یاس، خیابان گل محمدی
- بوستان حضرت زهرا (س) - بلوار یاس، مسکن ویژه
- بوستان مروارید - شهرک دریا، خیابان مروارید
- بوستان شهرک دریا - شهرک دریا، بلوار اروند رود
- بوستان شکیبا - شهرک دریا، بلوار صدف
- بوستان نگین - بلوار اصلی تهرانسر، نبش خیابان چهلم
- بوستان‌های مختلف کوچک
- سینما ققنوس (هم‌اکنون تبدیل به کتابخانه شده)
- آمفی تئاتر تهرانسر غربی (سرای یاس) - بلوار نیلوفر غربی (بلوار شاهد غربی فعلی)، نبش کمربندی آزادگان (بزرگراه آیت الله مهدوی کنی فعلی)
- خانه اسباب بازی
- شهربازی الماس - بلوار لاله، بعد از تقاطع خیابان قباد
- باشگاه ورزشی کارکنان صنعت نفت - خیابان باشگاه نفت (خسرو پرویز فعلی)
- مجموعه ورزشی یاس - بلوار یاس، خیابان نفت جنوبی، خیابان چهل و نهم (خیابان شهید سبز پوری فعلی)
- مجموعه ورزشی شهرک دریا - شهرک دریا، بلوار اروند رود
- مجموعه ورزشی فتح: خیابان قباد، کوچه دوم شرقی (پشت پارک نرگس)
- مجموعه ورزشی تفریحی هودین و هورام - بلوار گلها
- مجموعه ورزشی انرژی مثبت: بلوار اصلی تهرانسر، میدان کمال الملک
- مجموعه ورزشی تهرانسر تی اس سی T.S.C - بلوار یاس، خیابان گل محمدی
- مجموعه ورزشی فیزیک نو - بلوار اصلی تهرانسر، خیابان چهاردهم (شهید گیتی نما فعلی)
- مجموعه فرهنگی ورزشی کوثر تهرانسر - شهرک پاسداران، خیابان طالبی، زیر زمین مسجد النبی (ص)
- مجموعه ورزشی طلوع - بلوار یاس، خیابان نفت جنوبی، زیر زمین مسجد امام مهدی (عج)
- مجموعه ورزشی عبدالله حداد - بلوار نیلوفر غربی (شاهد غربی فعلی)، نبش خیابان رجایی، زیر زمین مسجد جامع رسول اکرم (ص)
- زمین چمن مصنوعی - بلوار گلها، پایین بوستان گلها
- زمین چمن مصنوعی - بلوار یاس، خیابان گل محمدی
- زمین فوتبال آبرسانی - بلوار نیلوفر غربی (بلوار شاهد غربی فعلی)، نبش کمربندی آزادگان (بزرگراه آیت الله مهدوی کنی فعلی)
- باشگاه والیبال صدف: خیابان قباد - کوچه فنی و حرفه ای امید (پشت پارک نرگس)
- باشگاه اسکیت پیشران - بلوار اصلی تهرانسر، میدان کمال الملک، پارک نرگس
- باشگاه پینت بال سورن
- استخر شهید شجاعی - بلوار گلها
- استخر گلها - بلوار گلها
- استخر چهاردهم - بلوار اصلی تهرانسر، خیابان چهاردهم (شهید گیتی نما فعلی)
- استخر رحیمیان - بلوار اصلی تهرانسر، ما بین خیابان نهم و یازدهم (شهید درودیان فعلی)
- استخر استقلال تهران - شهرک استقلال، بلوار دکتر عبیدی
- استخر شهدای غواص - شهرک استقلال، داخل شهرک فاطمه الزهرا (س)
- سفره خانه سنتی شاخه طوبی (شبهای تهرانسر فعلی)
- سفره خانه سنتی الماس (تعطیل)
- سفره خانه سنتی هزاردستان - بلوارلاله
- سفره خانه سنتی زعفران
- سفره خانه فانوس - بلوار نیلوفر غربی (شاهد غربی فعلی)
- فست فودها و رستوران‌های شبانه فعال

## مراکز بهداشتی درمانی
- بیمارستان صاحب کوثر (درحال تکمیل) - ابتدای بلوار لاله، خیابان شهید جعفر طهماسبی فرد
- درمانگاه خیریه قوامین - ابتدای بلوار لاله، خیابان شهید جعفر طهماسبی فرد
- درمانگاه شهید صنیع خانی - شهرک استقلال، بلوار دکتر عبیدی
- مرکز بهداشت کریم - تهرانسر غربی، خیابان دستغیب
- مرکز درمان سوء مصرف مواد تهرانسر (درمان اعتیاد)
- مرکز معاینات رانندگان

## مراکز مهم دولتی
- ایستگاه ۱۰۴ آتش‌نشانی تهران : تهرانسر - انتهای بلوار شاهد غربی (نیلوفر غربی) - نبش بزرگراه آیت الله مهدوی کنی (کمربندی آزادگان)
- مرکز مخابرات شهید توکلی : تهرانسر، بلوار لاله، خیابان قباد شمالی
- کلانتری ۱۵۰ تهرانسر : تهرانسر، بلوار گلها
- دفتر خدمات پستی : تهرانسر، بلوار شاهد، خیابان شهید جعفر طهماسبی فرد
- کمیته امداد : تهرانسر، بلوار تهرانسر، خیابان اسدی
- اداره راهنمایی و رانندگی منطقه ۲۱ : تهرانسر، انتهای بلوار یاس
- شهرداری منطقه ۲۱ : تهرانسر، میدان کمال الملک
- شورای حل اختلاف مجتمع 21 : تهرانسر، بلوار گلها، پلاک 336
- دفتر پیشخوان خدمات دولت الکرونیک کد 7216748 : تهرانسر، چهار راه صدف، بلوار شاهد شرقی (نیلوفر شرقی)، پلاک 45، طبقه اول شرقی
- دفتر پیشخوان خدمات دولت الکرونیک کد 72161801 : تهرانسر، بلوار لاله، مجتمع گلها، پلاک 11، طبقه اول
- دفتر پیشخوان خدمات دولت الکرونیک کد 72161829 : تهرانسر، بلوار لاله، پلاگ 232
- دفتر پیشخوان خدمات دولت الکرونیک کد 72161080 : تهرانسر شمالي، بلوار تهرانسر، كوچه ناصر دميرچي لو (دوم)، پلاك 48، طبقه 2
- دفتر پیشخوان خدمات دولت الکرونیک کد 72162442 : تهرانسر غربی، بلوار بهشتی، نرسیده به پل شهرک استقلال - پ 258
- دفتر پلیس +10  کد 211148 : تهرانسر، بلوار شاهد غربی (نیلوفر غربی)، چهارراه صدف، پلاك ۴۵
- دفتر پلیس +10  کد 211137 : تهرانسر، بلوار لاله، بعداز خیابان طهماسبی، روبروی قنادی مولائی، پلاك ۱۴۶
- دفتر پلیس +10  کد 211164 : تهرانسر، بلوار تهرانسر، خیابان شهید گیتی نما (چهاردهم)، پلاک ۱۱۴، واحد۲
- دفتر پیشخوان خدمات قضایی کد 46142 : تهرانسر، چهارراه صدف، ساختمان نسترن، پلاك 15، واحد 3
- دفتر پیشخوان خدمات قضایی کد 60054 : تهرانسر شمالي، بلوار تهرانسر، كوچه ناصر دميرچي لو (دوم)، پلاك 48، طبقه 2
- دفتر خدمات الکترونیک شهر کد 2102 : تهرانسر، چهار راه صدف، بلوار شاهد غربی(نیلوفر غربی)، پلاک 45، واحد 1
- دفتر خدمات الکترونیک شهر کد 2103 : تهرانسر، بلوار لاله، پلاک 27، طبقه اول شرقی
- دفتر خدمات الکترونیک شهر کد 2101 : تهرانسر، شهرک استقلال، بلوار دکتر عبیدی، خیابان بروجردی، پلاک 25[۵]

## مراکز علمی
- دانشکده فنی و حرفه‌ای سما (دانشگاه آزاد اسلامی)
- دانشکده علوم سما (دانشگاه آزاد اسلامی)
- دانشگاه علمی کاربردی پارس
- مرکز آموزش علمی کاربردی پرسپولیس
- مرکز آموزش علمی کاربردی مهرکام پارس: خیابان قباد - کوچه فنی و حرفه ای امید
- مرکز آموزش علمی کاربردی فرهنگ و هنر

## مدارس تهرانسر
- دبستان دخترانه هاجر ۱ - تأسیس ۱۳۴۶: بلوار تهرانسر - مابین خیابان اسدی (بیست و دوم) و خیابان غریبان (بیستم)
- دبستان پسرانه محمد رسول‌الله (ص) - تأسیس ۱۳۶۴: بلوار یاس - خیابان نفت جنوبی - کوچه پنجاه و سوم
- دبستان پسرانه شهید دستغیب: بلوار یاس - خیابان نفت جنوبی - کوچه پنجاه و سوم
- دبستان دخترانه تخصصی قرآنی امام حسن (ع) - تأسیس ۱۳۶۵: بلوار یاس - مابین خیابان بنفشه و خیابان نفت جنوبی
- دبستان پسرانه فارابی: خیابان قباد - کوچه دوم شرقی
- دبستان پسرانه ۲۲ بهمن: خیابان قباد - کوچه دوم شرقی
- دبستان دخترنه آزادگان {قبلا: دبستان پسرانه آزادگان} : انتهای بلوار تهرانسر - داخل شهرک هواپیمایی یاس
- دبستان پسرانه شهید رجایی : انتهای بلوار تهرانسر - داخل شهرک هواپیمایی یاس
- دبستان پسرانه شهید دستغیب ۱: بلوار تهرانسر - خیابان عیوض لو (شانزدهم) - پلاک ۶۰
- دبستان پسرانه هفتم آذر: شهرک دریا - بلوار خزر
- دبستان پسرانه امید انقلاب: شهرک استقلال - خیابان شهید بهشتی
- دبستان دخترانه پروین اعتصامی ۲: شهرک دریا - بلوار خزر - نبش کوچه ۱۱
- دبستان پسرانه یاران انقلاب ۱: بلوار لاله - خیابان صالحی - خیابان جعفری
- دبستان دخترانه هاجر ۲: بلوار لاله - خیابان صالحی - خیابان جعفری
- دبستان دخترانه عصمت: بلوار شاهد - خیابان طهماسبی فرد - کوچه شهید کندی (۲۷)
- دبستان دخترانه میثاق ۲: بلوار یاس - خیابان رجایی - کوچه پندیار
- مدرسه دخترانه شهید عطایی: بلوار شاهد - خیابان طهماسبی فرد - کوچه شهید کندی (۲۷)
- مدرسه دخترانه سیزده آبان: بلوار تهرانسر - خیابان اسدی (بیست و دوم)
- مدرسه دخترانه شهید سرخیل : انتهای بلوار تهرانسر - داخل شهرک هواپیمایی یاس - خیابان پنجم
- مدرسه دخترانه شهیدان اکبری: شهرک دریا - بلوار خزر - نبش کوچه ۱۱
- مدرسه دخترانه میثاق ۱: بلوار یاس - خیابان رجایی - کوچه پندیار
- دبیرستان پسرانه فردوسی: بلوار گلها - انتهای کوچه شانزدهم
- دبیرستان امام حسین (ع) {قبلا: مدرسه راهنمایی} - تأسیس ۱۳۶۶: بلوار یاس - مابین خیابان بنفشه و خیابان نفت جنوبی
- دبیرستان پسرانه ابن سینا: خیابان قباد - کوچه فنی و حرفه ای امید
- دبیرستان پسرانه امام خمینی: خیابان قباد - کوچه فنی و حرفه ای امید
- دبیرستان دخترانه فرزانگان: بلوار لاله - خیابان صالحی - خیابان جعفری
- دبیرستان دخترانه طلوع فجر ۱: بلوار شاهد - خیابان طهماسبی فرد - کوچه شهید کندی (۲۷)
- دبیرستان دخترانه طلوع فجر ۲: بلوار یاس - خیابان رجایی - کوچه پندیار
- دبیرستان دخترانه سیدالشهدا: شهرک استقلال - بلوار دکتر عبیدی - کوچه نرگس دوم
- هنرستان فنی و حرفه ای پسرانه امید: خیابان قباد - کوچه فنی و حرفه ای امید
- هنرستان کاردانش پسرانه شهدای پارس الکتریک: خیابان قباد - کوچه دوم شرقی
- هنرستان کاردانش پسرانه مهندس جعفر علاقه مندان: خیابان قباد - کوچه فنی و حرفه ای امید
- هنرستان کاردانش دخترانه برهان {قبلا: دبیرستان دخترانه ولایت} - تأسیس: ۱۳۷۵: بلوار یاس - مابین خیابان بنفشه و خیابان نفت جنوبی
- هنرستان فنی دخترانه شهید طاهریان {قبلا: مدرسه راهنمایی پسرانه}: بلوار یاس - بعد از تقاطع بلوار تهرانسر
- مدرسه پسرانه هیئت امنایی شهید دستغیب ۱: خیابان قباد - کوچه دوم شرقی
- دبستان پسرانه غیردولتی ره پویان ۱: بلوار تهرانسر - بالاتر از میدان کمال المک (فلکه) - کوچه نیلگون - کوچه سعادت ۲ - پلاک ۴
- دبستان پسرانه غیردولتی ولی عصر (عج): بلوار یاس - خیابان فجر - پلاک ۳
- دبستان پسرانه غیردولتی دانشمندان فردا: بلوار تهرانسر - خیابان ششم - پلاک ۱۳
- دبیرستان پسرانه غیردولتی ولی عصر (عج): بلوار یاس - خیابان فجر - پلاک ۳
- دبیرستان پسرانه غیردولتی ندای اندیشه: بلوار تهرانسر - میدان کمال الملک (فلکه) - خیابان دمیرچیلو (دوم) - پلاک ۷
- دبیرستان پسرانه غیردولتی صبا: بلوار تهرانسر - انتهای خیابان نهم
- دبیرستان پسرانه غیردولتی مفید تهران: بلوار تهرانسر - خیابان هجدهم - پلاک ۷
- دبستان دخترانه غیردولتی طراوات: بلوار تهرانسر - خیابان گیتی نما (چهاردهم) - پلاک ۴۹
- دبستان دخترانه غیردولتی دانش: خیابان نفت جنوبی - مابین کوچه صالحی (۳۶) و کوچه سی و هشتم
- مدرسه دخترانه غیردولتی طراوت: بلوار تهرانسر - خیابان مرادیان (بیست و یکم) - پلاک ۳
- مدرسه دخترانه غیردولتی ره پویان علم: بلوار تهرانسر - خیابان نهم - پلاک ۳
- دبیرستان دخترانه غیردولتی دانش: خیابان نفت جنوبی - مابین کوچه صالحی (۳۶) و کوچه سی و هشتم
- دبیرستان دخترانه غیردولتی شهدای کارگر: بلوار تهرانسر - خیابان گلناز - مابین کوچه سرابی (۴۱) و کوچه چهل و سوم
- دبیرستان دخترانه غیردولتی نشانه مهر: بلوار تهرانسر - خیابان اسدی (بیست و دوم) - پلاک ۴۰
- دبیرستان دخترانه غیردولتی ره پویان علم: بلوار تهرانسر - خیابان واحدی (دهم) - پلاک ۳۳
- دبیرستان پسرانه راه دور غیردولتی امید: بلوار تهرانسر - میدان کمال الملک (فلکه) - خیابان دمیرچیلو (دوم) - پلاک ۳۲
- هنرستان کارودانش پسرانه غیردولتی امید: بلوار تهرانسر - میدان کمال الملک (فلکه) - خیابان دمیرچیلو (دوم) - پلاک ۳۲
- هنرستان کارودانش دخترانه راه دور غیردولتی تسنیم: بلوار لاله - پلاک ۲۴۲
- هنرستان بازرگانی و حرفه ای دخترانه غیردولتی خوارزمی نوین ۲: بلوار شاهد غربی - چهارراه صدف